# Mycoamaranthus cambodgensis
Mycoamaranthus cambodgensis är en svampart som först beskrevs av Narcisse Theophile Patouillard, och fick sitt nu gällande namn av Trappe, Lumyong, P. Lumyong, Sanmee & Zhu L. Yang 2003. Mycoamaranthus cambodgensis ingår i släktet Mycoamaranthus och familjen Boletaceae.   Inga underarter finns listade i Catalogue of Life.